# Fil·lostominis
Els fil·lostominis (Phyllostomini) són una tribu de ratpenats fil·lostòmids formada per tres gèneres i vuit espècies que viuen a Centreamèrica i Sud-amèrica.

## Taxonomia
- Gènere Gardnerycteris
  - Ratpenat de llança ratllat (Gardnerycteris crenulatum)
  - Ratpenat de llança de Keenan (Gardnerycteris keenani)
  - Ratpenat de llança de Koepcke (Gardnerycteris koepckeae)
- Gènere Phylloderma
  - Ratpenat de llança de Peters (Phylloderma stenops)
- Gènere Phyllostomus
  - Ratpenat de llança pàl·lid (Phyllostomus discolor)
  - Ratpenat de llança allargat (Phyllostomus elongatus)
  - Ratpenat de llança gros (Phyllostomus hastatus)
  - Ratpenat de llança de Surinam (Phyllostomus latifolius)